# Azoriella bayeri
Azoriella bayeri is een zachte koraalsoort uit de familie Clavulariidae. De koraalsoort komt uit het geslacht Azoriella. Azoriella bayeri werd in 2001 voor het eerst wetenschappelijk beschreven door Lopez Gonzalez & Gili. 